# Passagem não-inferencial simples
Uma passagem não-inferencial simples é um tipo de não-argumento caracterizado pela falta de uma alegação de que algo está sendo provado. Passagens não-inferenciais simples incluem advertências, conselhos, afirmações de crença ou opinião, afirmações vagamente associadas e relatórios. Passagens não-inferenciais simples são não-argumentos porque enquanto as afirmações envolvidas possam ser premissas, conclusões ou ambas, tais não servem para inferir uma conclusão ou se apoiarem mutuamente. Isso é diferente de uma falácia lógica, o que indica um erro no raciocínio.

## Tipos

### Avisos
Um aviso é um tipo de passagem não-inferencial simples que serve para alertar uma pessoa qualquer tipo de um perigo potencial. Pode ser tão simples quanto um sinal na estrada que indica queda de rochas ou um sinal que indica um assoalho molhado, escorregadiço.

### Conselho
Um conselho é um tipo de passagem simples não-inferencial que recomenda alguma ação futura ou curso de conduta. Um mecânico recomendar mudanças de óleo regulares ou um médico recomendar que um paciente se abstenha de fumar são exemplos de conselhos.

### Afirmação de crença ou opinião
Uma afirmação de crença ou opinião é um tipo de passagem não-inferencial simples contendo uma expressão de crença ou opinião sem uma afirmação inferencial. Em Uma introdução concisa à lógica, Hurley usa o seguinte exemplo para ilustrar:
Nós acreditamos que nossa companhia deve desenvolver e produzir produtos proeminentes que executarão um serviço grande ou cumprirão uma necessidade para nossos clientes. Acreditamos que nosso negócio deve ser administrado com um lucro adequado e que os serviços e produtos que oferecemos devem ser melhores do que aqueles oferecidos pelos concorrentes
 — Uma introdução concisa à lógica, 10ª edição

### Afirmação vagamente associada
Uma afirmação vagamente associada é um tipo de passagem não-inferencial simples, em que afirmações sobre um sujeito geral são justapostas, mas não fazem nenhuma afirmação inferencial. Como um dispositivo retórico, as afirmações vagamente associadas podem ser pretendidas pelo orador para inferir uma reivindicação ou uma conclusão, mas porque elas não têm uma estrutura lógica coerente, qualquer interpretação é  subjetivada como afirmação vagamente associada, não provam nada e não tentam nenhuma conclusão óbvia. Afirmações vagamente associadas podem ser usadas sem servir a um propósito óbvio, como ilustrações ou explicações.

### Relatórios
Um relatório é um tipo de passagem não-inferencial simples em que as declarações servem para transmitir conhecimento. 
Mesmo que o mundo esteja mais imunizado do que nunca, muitas doenças antigas têm mostrado fortes resistências em face da mudança populacional e condições  ambientais, especialmente no mundo em desenvolvimento. Novas doenças, como a AIDS, têm tido seu preço tanto no Norte quanto no SulOriginal {{{{{língua}}}}}: 
 — Steven L. Spiedel, A política mundial em uma nova era
A citação acima é considerada um relatório, porque informa ao leitor sem fazer qualquer tipo de reivindicação, ética ou de outra forma. No entanto, as declarações feitas poderiam ser vistas como um conjunto de premissas, e com a adição de uma conclusão seria considerado um argumento.